# Caponia secunda
Caponia secunda är en spindelart som beskrevs av Pocock 1900. Caponia secunda ingår i släktet Caponia och familjen Caponiidae. Inga underarter finns listade.